# Gbolahan Obisesan
Gbolahan Obisesan est un écrivain et réalisateur nigérian britannique. Il est directeur artistique et co-PDG du théâtre Brixton House (en). Il est Genesis Fellow et directeur associé au Young Vic.

## Enfance
Obisesan est né au Nigeria et il déménage au Royaume-Uni à l'âge de 9 ans,. Il grandit à Bermondsey et à New Cross. Il fréquente le Southwark College (en), où il obtient une distinction en communication et design visuel en 2000. Il obtient ensuite un baccalauréat en communication et études visuelles à la London Guildhall University (en) et participe au National Youth Theatre.

## Carrière
Obisesan est écrivain, acteur et réalisateur. Il remporte le prix Jerwood des réalisateurs du Young Vic pour Sus en 2010. En 2011, la pièce d'Obisesan,  Mad About the Boy, remporte le Fringe First de la meilleure pièce. Il est publié par Nick Hern Books (en). Il met en scène quatre pièces pour 66 livres épiques au Bush Theatre. Il est ensuite en tournée dans le Unicorn Theatre (en), le Royal Court Theatre et le Bush Theatre. Il est le seul écrivain britannique pour Feast de Rufus Norris au Royal Court Theatre en 2013. Obisesan adapte Pigeon English (en) de Stephen Kelman (en) pour le Bristol Old Vic en 2013. La production est présentée au Festival Fringe d'Édimbourg, où elle est décrite comme « un théâtre fait par des jeunes, sur les jeunes, pour tout le monde ». Il écrit et réalise How Nigeria Became: A Story, and A Spear That Didn't Work (Comment le Nigeria est devenu : une histoire et une lance qui n'a pas fonctionné), qui est présentée au Unicorn Theatre en 2014. La pièce commémore le centenaire du Nigeria et elle est nommée comme l'une des meilleures productions pour les jeunes aux The OffWestEnd Theatre Awards (en),. Il est nommé Young Vic Genesis Fellow en 2015,. 
En 2016, Obisesan réalise Cuttin'it de Charlene James (en), qui est créé au Young Vic avant d'être en tournée au Birmingham Repertory Theatre (en), au Royal Court Theatre, au Crucible Theatre et au London's Yard Theatre (en),. En 2017, il est nommé pour un Prix Laurence Olivier pour réalisation exceptionnelle dans le théâtre affilié (en). Sa dernière production, The Fishermen, est une adaptation du roman de Chigozie Obioma. Il fait ses débuts au HOME Theatre de Manchester, au Royaume-Uni, en 2018. 
Obisesan est nommé directeur artistique du théâtre Brixton House (en) (anciennement Ovalhouse (en)) en janvier 2020 et le quitte en janvier 2023,,. À la suite du meurtre de George Floyd et des manifestations qui en ont découlé, Obisesan appelle le théâtre britannique à devenir plus inclusif. À l'époque, moins de 5 % des employés des théâtres londoniens étaient noirs et issus de minorités ethniques, alors que la population de Londres en représente 40 %. Dans une interview avec The Guardian, Obisesan déclare que « perpétuer la blancheur au sein des institutions et des organisations ne peut plus être la norme ». 

### Réalisation et écriture
- 2020 The Mountaintop[23]
- 2019 Le dernier roi d'Écosse (réalisé)[2]
- 2019 Yvette (réalisé)[2]
- 2019 Random (réalisé)[2]
- 2019 SS Mendi : Dancing the Death Drill (réalisé)[2],[24]
- 2018 The Fishermen[18],[25]
- 2016 Cuttin'it de Charlene James (en)[26],[27] (réalisé)
- 2016 Zaida et Aadam au Bush Theatre[28]
- 2015 Re:Exhibit au Bush Theatre[29]
- 2014 Off the Page au Royal Court Theatre[30] (réalisé)
- 2014 How Nigeria Became: A Story, and A Spear That Didn't Work au Unicorn Theatre[10]
- 2014 We are Proud to Present au Bush Theatre[28] (réalisé)
- 2013 Pigeon English au Bristol Old Vic[9]
- 2013 Feast au Royal Court Theatre[30]
- 2011 Mad About the Boy pour le Festival Fringe d'Édimbourg[31],[5]
- 2011 Sus au Young Vic[32]